# Yūko Tanaka
Pour les articles homonymes, voir Tanaka.
Yūko Tanaka (田中 裕子, Tanaka Yūko), née le 29 avril 1955 à Ikeda (Osaka), est une actrice japonaise.

## Biographie
- Formation : Université Meiji
- Conjoint : Kenji Sawada

## Filmographie partielle

### Au cinéma
- 1981 : Pourquoi pas ? (ええじゃないか, Eijanaika?) de Shōhei Imamura : Omatsu
- 1981 : Edo Porn (北斎漫画, Hokusai manga?) de Kaneto Shindō : Oei, fille de Tetsuzo
- 1981 : Nihon Philharmonic Orchestra: Honoo no dai gogakusho (日本フィルハーモニー物語 炎の第五楽章?) de Seijirō Kōyama : Nobuko Mogi
- 1982 : The Rape (ザ・レイプ, Za reipu?) de Yōichi Higashi : Michiko Yahagi
- 1982 : C'est dur d'être un homme : Le Conseiller (男はつらいよ 花も嵐も寅次郎, Otoko wa tsurai yo: Hana mo arashi mo Torajirō?) de Yōji Yamada : Keiko Ogawa
- 1983 : Amagi goe (天城越え?) de Haruhiko Mimura (ja) : Hana Otsuka
- 1985 : Capone Cries a Lot (カポネ大いに泣く, Kapone ōi ni naku?) de Seijun Suzuki : Kozome Takonoya
- 1985 : Le Démon (夜叉, Yasha?) de Yasuo Furuhata : Keiko
- 1987 : Nijushi no hitomi (二十四の瞳?) de Yoshitaka Asama : Hisako Oishi
- 1988 : Onimaru (嵐が丘, Arashi ga oka?) de Yoshishige Yoshida : Kinu
- 1996 : Niji o tsukamu otoko (虹をつかむ男?) de Yōji Yamada : Yaeko Tonari
- 1999 : Contes d'Osaka (大阪物語, Ōsaka monogatari?) de Jun Ichikawa : Harumi Shimotsuki
- 1999 : Ojuken (お受験?) de Yōjirō Takita : Toshie Togashi
- 2000 : La Ville murmurée (ざわざわ下北沢, Zawa-zawa Shimokita-zawa?) de Jun Ichikawa : Fukuko
- 2001 : Le Chemin des lucioles (ホタル, Hotaru?) de Yasuo Furuhata : Tomoko Yamaoka
- 2002 : Pīpī kyōdai (ピーピー兄弟?) de Yoshiyasu Fujita
- 2005 : Hibi (火火?) de Banmei Takahashi (ja) : Kiyoko Koyama
- 2005 : La Laitière (いつか読書する日, Itsuka dokusho suruhi?) d'Akira Ogata : Minako Ōba
- 2005 : La Forêt oubliée (埋もれ木, Umoregi?) de Kōhei Oguri : la mère de Machi
- 2008 : The Homeless Student (en) (ホームレス中学生, Hōmuresu chūgakusei?) de Tomoyuki Furumaya : Michiyo Kawai
- 2010 : Voyage avec Haru (春との旅, Haru tono tabi?) de Masahiro Kobayashi : Aiko Shimizu
- 2012 : Anata e (あなたへ?) de Yasuo Furuhata : Yōko Kurashima
- 2013 : Backwater (共喰い, Tomogui?) de Shinji Aoyama
- 2013 : Hajimari no michi (はじまりのみち?) de Keiichi Hara : la mère de Kinoshita
- 2014 : Ieji (家路?) de Nao Kubota
- 2015 : La Cantine de minuit (深夜食堂, Shin'ya shokudō?) de Jōji Matsuoka : Tsukaguchi
- 2019 : Neko to jiichan (ねことじいちゃん?) de Mitsuaki Iwagō
- 2019 : One Night (ひとよ, Hitoyo?) de Kazuya Shiraishi : Koharu Imamura
- 2020 : Ora ora de hitori igumo (おらおらでひとりいぐも?) de Shūichi Okita (ja)
- 2022 : Senya, ichiya (千夜、一夜?) de Nao Kubota
- 2023 : L'Innocence (怪物, Kaibutsu?) de Hirokazu Kore-eda : Makiko Fushimi

### À la télévision
- 1980 : Ten'nō no ryōriban (天皇の料理番?)
- 1981 : Omoide zukuri (想い出づくり。?)
- 1981 : Musumeyo! (娘よ!?)
- 1983 : Oshin (おしん?)
- 1990 : Tobu ga gotoku (翔ぶが如く?)
- 1993 : Korekara: Umibe no tabibitotachi (これから 海辺の旅人たち?)
- 1995 : Terugaki (照柿?)
- 1996 : Koishikawa no uchi (小石川の家?)
- 2004 : Kaikyō o wataru baiorin (海峡を渡るバイオリン?)
- 2004-2005 : Wakaba (わかば?) (série télévisée)
- 2006 : Tōkyō tawā: Okan to boku to, tokidoki, oton (東京タワー 〜オカンとボクと、時々、オトン〜?) de Hiroshi Nishitani : Eiko Nakagawa (téléfilm)
- 2008 : Bōshi (帽子?)
- 2010 : Mother (マザー?) (série télévisée)
- 2013 : Woman (ウーマン?) (série télévisée)
- 2014 : Hanachan no misoshiru (はなちゃんのみそ汁?) de Nobuo Mizuta (ja) (téléfilm)
- 2015 : Wagaya (わが家?) de Hajime Takezono (téléfilm)
- 2015 : Mare (まれ?) (série télévisée)
- 2016 : Konomachi no inochi ni (この街の命に?) d'Akira Ogata (téléfilm)
- 2018 : Anone (あのね?) (série télévisée)

### Doublage
- 1997 : Princesse Mononoké (もののけ姫, Mononoke hime?) de Hayao Miyazaki : Dame Eboshi
- 2006 : Les Contes de Terremer (ゲド戦記, Gedo senki?) de Gorō Miyazaki : Aranéide (Cob)

## Distinctions
Sauf indication contraire, les informations mentionnées dans cette section peuvent être confirmées par la base de données cinématographiques IMDb,  présente dans la section « Liens externes ».

### Décoration
- 2010 : récipiendaire de la médaille au ruban pourpre

### Récompenses
- 1981 : Hōchi Film Award de la meilleure actrice dans un second rôle pour Edo Porn[1]
- 1982 : prix de la meilleure actrice dans un second rôle et prix de la révélation de l'année pour Pourquoi pas ? et Edo Porn aux Japan Academy Prize[2]
- 1982 : prix Blue Ribbon de la meilleure actrice dans un second rôle pour Pourquoi pas ? et Edo Porn[3]
- 1982 : prix de la meilleure actrice dans un second rôle pour Pourquoi pas ? et Edo Porn au Festival du film de Yokohama
- 1983 : prix de la meilleure actrice pour Amagi goe[4]
- 1984 : prix Kinema Junpō de la meilleure actrice pour Amagi goe[5]
- 1984 : prix Blue Ribbon de la meilleure actrice pour Amagi goe[6]
- 1984 : prix Mainichi de la meilleure actrice pour Amagi goe[7]
- 1999 : Nikkan Sports Film Award de la meilleure actrice dans un second rôle pour Ojuken[8]
- 2005 : Hōchi Film Award de la meilleure actrice pour La Laitière et Hibi[9]
- 2006 : prix Kinema Junpō de la meilleure actrice pour La Laitière et Hibi[10]
- 2006 : prix Mainichi de la meilleure actrice pour La Laitière et Hibi[11]
- 2006 : prix de la meilleure actrice dans un second rôle pour La Laitière et Hibi au Festival du film de Yokohama
- 2006 : Japanese Professional Movie Award de la meilleure actrice pour La Laitière et Hibi[12]
- 2013 : Prix Kinuyo Tanaka[13],[14]
- 2014 : prix Kinema Junpō de la meilleure actrice dans un second rôle pour Backwater[15]

### Nominations
- 1983 : prix de la meilleure actrice pour The Rape aux Japan Academy Prize[16]
- 1984 : prix de la meilleure actrice pour C'est dur d'être un homme : Le Conseiller et Amagi goe aux Japan Academy Prize[17]
- 1986 : prix de la meilleure actrice dans un second rôle pour Capone Cries a Lot et Le Démon aux Japan Academy Prize[18]
- 2002 : prix de la meilleure actrice pour Le Chemin des lucioles aux Japan Academy Prize[19]